# 小倉ヒラク
小倉 ヒラク（おぐら ヒラク、1983年 - ）は、日本の発酵デザイナー。東京都出身。早稲田大学第一文学部演劇映像専修卒業。

## 人物
お味噌やお酒など発酵醸造メーカーのアートディレクション。誰にでもできる味噌作りを歌と踊りで伝えるアニメ『てまえみそのうた』の制作。発酵ワークショップも行っている。「見えない発酵菌たちのはたらきを、デザインを通して見えるようにする」ことを目指し、東京農業大学の研究生として発酵を学びつつ、全国各地の醸造家たちと商品開発や絵本・アニメの制作やワークショップをおこなっている。書籍『てまえみそのうた』でグッドデザイン賞2014受賞。自由大学や桜美林大学等の一般向け講座で、発酵学の講師も務めている。
2019年からは「発酵ツーリズム」として、日本各地の醸造家や生産者を訪ね、発酵文化を生で学び、味わうツアーを開催。山梨県の甲州ワイン&甲州みそのほか、北海道の標津町や岐阜県の岐阜市・郡上市でもツアーを開催した。

## 来歴
- 1983年　東京都生まれ
- 2002年　東京都立調布北高等学校卒業
- 2007年　早稲田大学第一文学部演劇映像専修卒業
- 2010年　デザイナーとして独立して山梨県甲府の老舗味噌屋『五味醤油』のホームページなどのデザインを担当する[6]。東京農業大学名誉教授の小泉武夫と出会い、醸造の世界と深いつながりを持つことになる[7]。
- 2011年　アニメ「手前みそのうた」を五味醤油と制作、youtubeで公開。山梨の発酵にまつわる「甲州発酵物産展」を開催[8]。
- 2013年　自由大学にて発酵醸造学の入門講座の講師を務める[8]。
- 2014年　グッドデザイン賞2014受賞（食の楽しみを伝える取り組み【てまえみそのうた】）[9]。東京農業大学醸造科の研究生になり微生物学を学ぶ。
- 2015年　DVD絵本「おうちでかんたん こうじづくり」とともに「こうじづくり講座」をスタート
- 2019年　渋谷ヒカリエで『Fermentation Tourism Nippon〜発酵から再発見する日本の旅〜』が開催[10]。来場者が3万人を超える[5]。
- 2020年　東京都世田谷区代田の下北線路街「BONUS TRACK」に「発酵デパートメント」をオープン[11]。Aoyama Book Cultivation 青山ブックセンターから『発酵する日本』を出版[12]。

## 著書
単書
- 『発酵文化人類学 微生物から見た社会のカタチ』木楽舎（2017年）
- 『日本発酵紀行』 d47 MUSEUM（2019年）
- 『発酵する日本』Aoyama Book Cultivation 青山ブックセンター（2020年）